# Renate Brümmer

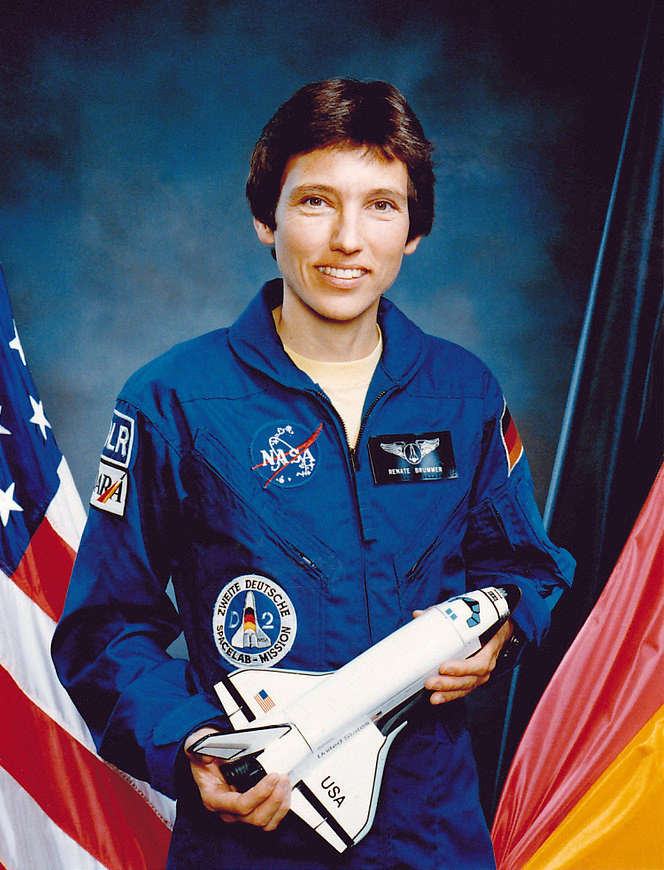
Renate Brümmer im Jahr 1993

Renate Luise Brümmer (* 4. Mai 1955 in St. Gallen, Schweiz) ist eine ehemalige deutsche Raumfahrerkandidatin.

## Leben
Gebürtig in der Schweiz, wuchs Brümmer in Bayern auf. Sie lebte in Germering, unweit von München, und besuchte zunächst die Kleinfeldschule. Nach fünf Schuljahren wechselte sie auf das dortige Max-Born-Gymnasium. Im Fach Mathematik zeigte sich ihre besondere Begabung und bald gab sie Mitschülern Nachhilfestunden. Im Mai 1975 machte sie ihr Abitur und studierte anschließend an der Ludwig-Maximilians-Universität in München Physik und Mathematik für das Lehramt an Gymnasien. Das Staatsexamen legte sie im Frühjahr 1981 ab.
Bereits während ihrer letzten Semester erschien Brümmer der Berufswunsch, Gymnasiallehrerin zu sein, nicht mehr so erstrebenswert wie zu Beginn des Studiums, denn es gab zu viele Bewerber. Deshalb entschied sie sich für eine weiterführende Ausbildung. Bei einem halben Dutzend Universitäten in den USA, die Angewandte Mathematik oder verwandte Programme anboten, bewarb sie sich um ein Aufbaustudium. Die University of Miami unterbreitete ihr das aussichtsreichste Angebot: ein Studienplatz im Fach Meteorologie mit Schwerpunkt „Numerische Wettervorhersage“, verbunden mit einem Stipendium.
Brümmer nahm die Offerte der University of Miami an und reiste im Herbst 1981 nach Florida und studierte Wetterkunde, um zu promovieren. Sie spezialisierte sich auf die Bereiche Strömungsdynamik, Wettervorhersage und Fernerkundung. Im Januar 1986 erhielt sie ihren Doktor (Thema der Dissertation: On the Use of Profiler Data in Limited-Area Numerical Weather Prediction). Nach ihrer Promotion nahm sie eine Tätigkeit als Wissenschaftlerin an der University of Colorado auf. Dort arbeitete sie am Cooperative Institute for Research in Environmental Sciences mit dem US-Wetterdienst NOAA zusammen, bis sie im Februar 1988 in die Bundesrepublik zurückkehrte.

## Auswahl als Raumfahrerin

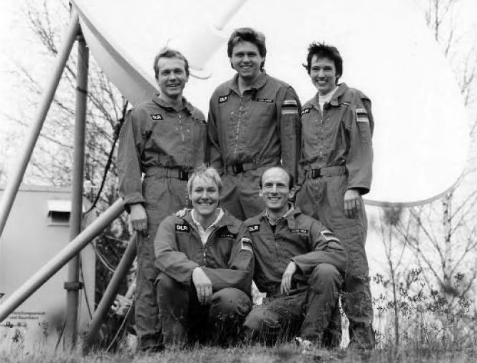
Deutsches Astronautenkorps 1987 (Brümmer oben rechts)

Im August 1986 hatte die damalige Deutsche Forschungs- und Versuchsanstalt für Luft- und Raumfahrt (DFVLR) – Vorgängerin des heutigen Deutschen Zentrums für Luft- und Raumfahrt – im Auftrag des Bundesforschungsministeriums in allen großen Tageszeitungen nach Wissenschaftsastronauten für den zweiten deutschen Spacelab-Flug (D-2) gesucht. Gefordert wurde ein abgeschlossenes Hochschulstudium in Physik, Chemie, Biologie, Medizin oder Ingenieurwissenschaften sowie eine mehrjährige Forschungstätigkeit. Darüber hinaus war ein Doktorgrad in den genannten Bereichen von Vorteil. Ein guter psychischer und physischer Allgemeinzustand sowie ausgezeichnete Englischkenntnisse verbunden mit einer Altershöchstgrenze von 35 Jahren wurden vorausgesetzt.
Auf den Aufruf meldeten sich 1.799 nationale Interessenten, von denen aber nur 40 Prozent die geforderten Kriterien erfüllten. 312 Bewerber kamen in die engere Wahl. Nach der ersten medizinischen Befragung nach erblichen und allergischen Erkrankungen oder Fehlsichtigkeit mussten weitere 76 aufgeben. Diese 236 Bewerber wurden den unterschiedlichsten Wissens- und psychologischen Prüfungen unterzogen. Nur 9,7 Prozent (23) blieben übrig. Die anschließenden Gesundheitstests (Gleichgewicht, Kreislauf) ließen weitere zehn Kandidaten scheitern. Am Ende hatten sich 13 Personen (9 Männer und 4 Frauen) durchgesetzt. Eine Jury, der auch die drei Alt-Astronauten Merbold, Furrer und Messerschmid angehörte, siebte schließlich die fünf Anwärter aus.
Der damalige Forschungsminister Riesenhuber stellte die fünf Finalisten im August 1987 der Öffentlichkeit vor. Neben Brümmer verstärkten die Ärztin Heike Walpot sowie die Physiker Gerhard Thiele, Hans Schlegel und Ulrich Walter von nun an das deutsche Astronautenkorps.
Die fünf Raumfluganwärter begannen im März 1988 am Sitz der DFVLR in Köln mit dem eigentlichen Astronautentraining (erste „Schnupperkurse“ gab es bereits vorher – so unternahm die Gruppe Ende 1987 in den USA ihre ersten Parabelflüge). 1990 kamen mit Ausnahme von Walpot alle als Nutzlastspezialisten für den zweiten deutschen Spacelab-Flug (D-2) in die engere Wahl. Seitdem trainierten die vier Deutschen abwechselnd in Köln sowie in Huntsville am Marshall-Raumflugzentrum und dem Johnson Space Center in Houston.
1992 fiel die endgültige Wahl für die Teilnahme an STS-55 auf Schlegel und Walter. Brümmer und Thiele wurden zu deren Ersatzleuten ernannt. Die Meteorologin absolvierte das Training zusammen mit ihren drei Kollegen.

## Rückkehr in die USA
Während des D-2-Fluges arbeitete sie im DLR-Zentrum in Oberpfaffenhofen als Verbindungssprecherin. Anschließend verließ sie das deutsche Raumfahrerkader und kehrte 1994 in die USA nach Colorado zurück. Seitdem arbeitet sie bei NOAA am Forecast Systems Laboratory. Zusammen mit Walpot in Deutschland baute sie das internationale Umweltprojekt GLOBE (Global Learning and Observations to Benefit the Environment) auf. Heute ist sie Project Manager des sogenannten FX-Net Program, mit dem PCs über das Internet als Rechner für die Wettervorhersage verbunden werden sollen.
Renate Brümmer ist verheiratet und hat eine Tochter.